# Baldev Raj Chopra
Baldev Raj Chopra (Ludhiana, 22 aprile 1914 – Mumbai, 5 novembre 2008) è stato un regista, sceneggiatore e produttore cinematografico indiano.

## Biografia
Attivo nel mondo di Bollywood, è conosciuto per film come Naya Daur (1957), Kanoon (1961), Gumrah (1963) e Hamraaz (1967).
Il fratello Yash Chopra, il figlio Ravi Chopra e il nipote Aditya Chopra sono anche loro registi nell'industria bollywoodiana. Il nipote Uday Chopra è invece attore.